# Balto

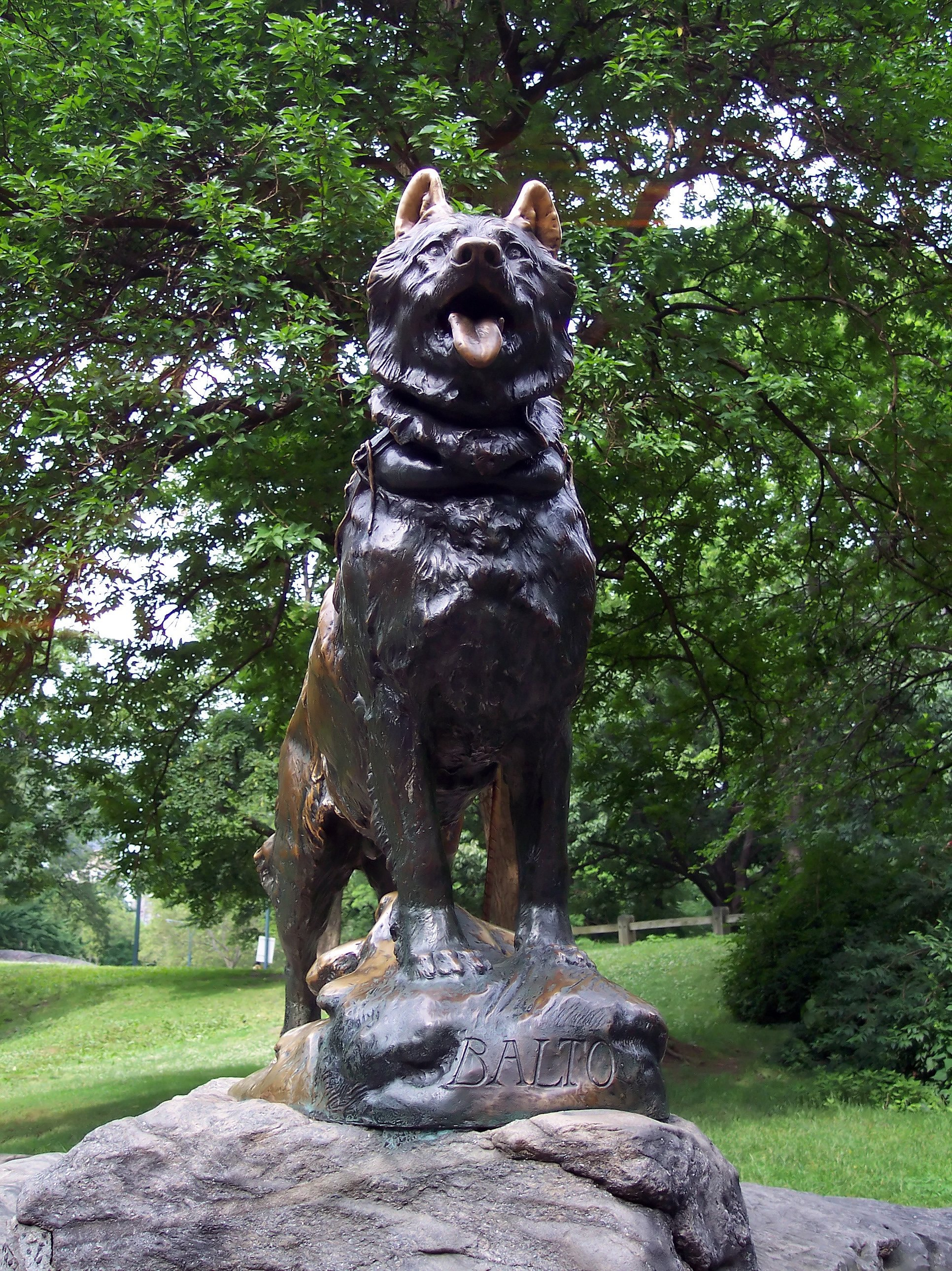
Estatua de Balto en Central Park (Nueva York).

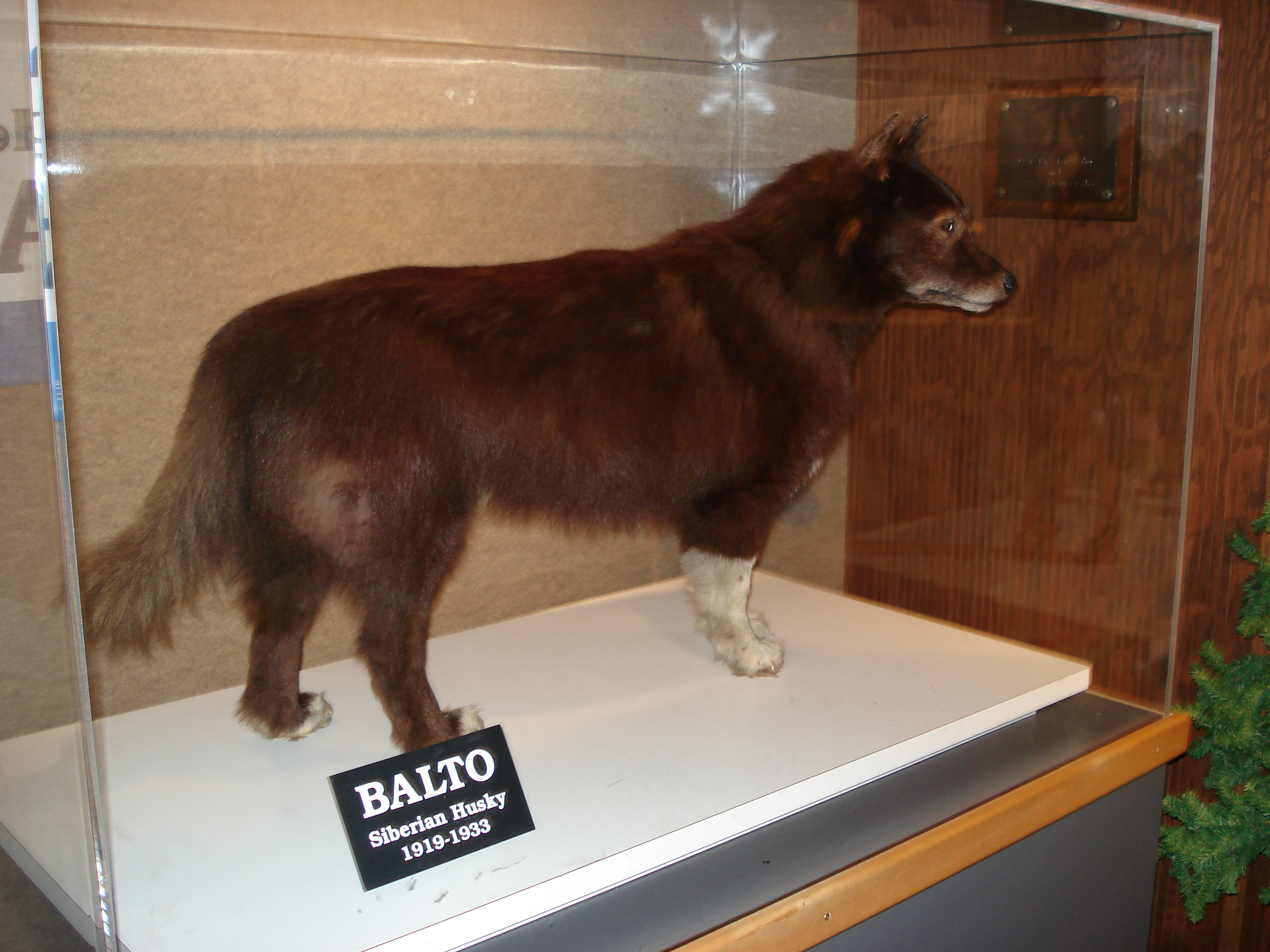
Balto, disecado y expuesto en el Museo de Historia Natural de Cleveland.

Balto (Nome, Alaska, 1919 - Cleveland, Ohio,  14 de marzo de 1933) fue un perro de trineo, famoso por liderar a su equipo en el último tramo de la Carrera del suero a Nome (o Gran Carrera de la Misericordia). Popularmente, es considerado de raza Perro lobo. Considerado como el héroe de los niños del pueblo, fue el famoso perro que distribuyó suero contra la difteria a los niños de Nome durante un brote en 1925.
Balto y sus similares presentan una diversidad genética única que muestra la diversidad perdida de los perros de trineo en los años 20, lo cual, pudo contribuir a su supervivencia en las duras condiciones de Alaska de esa época.

## Historia
A principios de 1925, una epidemia de difteria, una enfermedad mortal que afecta principalmente a niños menores de cinco años, se desarrolló en la aldea de Nome, Alaska. Para combatirla se requerían de la antitoxina diftérica urgentemente en todos los hospitales de la zona. Por telegrama, las autoridades se enteraron de que había algunas existencias en la ciudad de Anchorage, a más de 1000 millas (1609 kilómetros) de allí. Ante la dificultad de cubrir dicha distancia para el traslado del suero, debido a que los mares estaban congelados no se podía llevar la antitoxina por barco y por la gran tormenta tampoco podía llevarse por vía aérea, se elaboró el plan de trasladar la antitoxina en ferrocarril desde Anchorage hasta Nenana y desde allí llevar los medicamentos en trineo arrastrado por perros hasta Nome recorriendo 1000 kilómetros. Participaron 20 mushers y más de 100 perros, entre los que estaba Balto (formaba parte del escuadrón B liderado por Gunnar Kaasen).
La prensa se apasionó con esta historia e hizo de Balto el nuevo héroe de la nación. Apareció en las tapas de los diarios de todo el mundo, y al final de ese año se erigió una estatua de bronce, obra de Frederick Roth, en Central Park de Nueva York con la inscripción: "Resistencia - Fidelidad - Inteligencia".

## Ascendencia genética[2]
Balto nació en una perrera en 1919. Aunque estos perros pequeños y rápidos eran conocidos popularmente como husky siberiano, constituían una población distinta de las razas de perros de trineo reconocidas por el American Kennel Club (AKC), como el husky siberiano y el malamute de Alaska. Esto se debe a que los perros de trineo de Alaska se crían exclusivamente por su rendimiento físico y se cruzan con otras razas, siendo un caso de "selección artificial". 
Otro ejemplo son los perros de Groenlandia, una raza autóctona utilizada por los esquimales de Groenlandia durante 850 años, donde han estado aislados del contacto con otros perros.
Se utiliza el término raza para exclusivamente referirnos a las razas modernas reconocidas por el AKC u otros clubes caninos.
En un estudio se quiso realizar un análisis genómico comparativo (ver genómica comparativa) combinando datos genómicos de varias poblaciones existentes para inferir características genéticas y fenotípicas de individuos muertos hace mucho tiempo. Para ello, se generó el genoma nuclear de Balto a partir de una muestra de piel abdominal. A partir de estos extractos de ADN, se generaron bibliotecas genéticas para comparar y alinear las secuencias con el genoma de referencia del perro, y también para identificar las variantes genéticas en Balto, que fueron comparadas con las de otras razas de perro, en concreto, perros de trineo de Alaska y Groenlandia. Para identificar las variantes únicas de poblaciones de perros, se emplearon las puntuaciones de la herramienta genómica Zoonimia, comparando así los resultados de Balto con las razas de perros de trineo y otras razas modernas.
El análisis de ascendencia genética reveló que Balto pertenece a un grupo genético específico, conocido como clado, estando más estrechamente relacionado con los perros de trineo de Alaska.
Al examinar la composición genética de Balto mediante un análisis de mezcla no supervisado con la información genética de un conjunto de individuos sin información previa sobre sus razas para identificar patrones naturales en los datos y agrupar a los individuos en grupos genéticos, se determinó que un 68% de su ascendencia procede de clados de perros de origen ártico, mientras que un 24% está relacionado con perros de origen asiático.
Sin embargo, en un enfoque supervisado que definió a los perros de trineo de Alaska como un grupo específico, se descubrió que representaban el 34% de la ascendencia de Balto.
Es importante señalar que Balto no tiene ascendencia perceptible de lobo, lo que indica que no hay pruebas genéticas de cruces con lobos en su linaje.
Balto era genéticamente más diverso que los perros de raza actuales y más similar a los perros de trineo, es decir, tiene menor nivel de endogamia. Además, por ese mismo motivo, tiene menos variantes potencialmente deletéreas (missense o constrained), lo que indica que representa a una población genética más sana que los perros de raza actuales.
La apariencia física de Balto predicha a partir de su secuencia genómica coincide con las fotos históricas y sus restos disecados. Se predice que medía 55 cm de altura, estando dentro del intervalo de la raza husky siberiano (53-60 cm), y tenía un pelaje de doble capa que era mayoritariamente de color negro con sólo un poco de blanco en las patas y el abdomen. 
Al analizar la adaptación a dietas ricas en almidón, tras el estudio del gen MGAM, implicado en su procesamiento, que es diferente en perros y lobos, se sugiere que la capacidad de Balto para digerir el almidón era mayor en comparación con los lobos y los perros de trineo de Groenlandia, pero menor en comparación con las razas modernas.

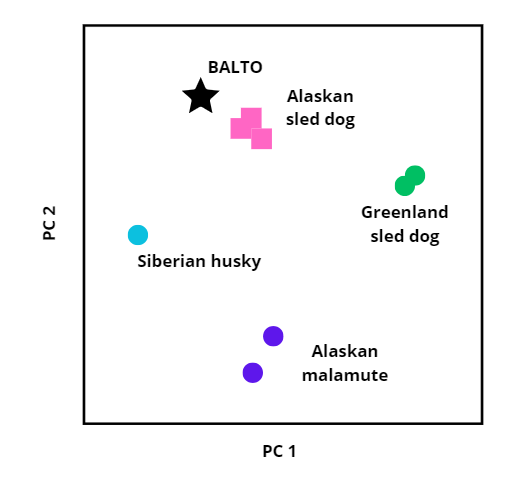
Análisis de ascendencia genética muestra que el clado al que pertenece Balto está más relacionado con los perros de trineo de Alaska que con los perros de raza moderna.

También se identifican variantes genéticas novedosas (no vistas en lobos) en su genoma. Este enriquecimiento genético era exclusivo de Balto, y la mayoría de las variantes eran raras o estaban ausentes en otras poblaciones caninas. Se sugiere que estas variantes pueden haber influido en el desarrollo esquelético y epitelial (cutáneo), incluyendo la formación de articulaciones, el peso corporal, la coordinación y el grosor de la piel.
En resumen, Balto sólo comparte parte de su ascendencia con la raza de husky siberiano y tiene una mayor diversidad genética que las razas de perros de trineo. El análisis de su genoma reveló rasgos distintivos en el pelaje y una estatura ligeramente más baja, confirmada por fotos históricas. La digestión mejorada del almidón de Balto, en comparación con los lobos y los perros de trineo groenlandeses, pero reducida en comparación con las razas modernas, también refleja su adaptación. Además, su genoma contiene variantes específicas relacionadas con el desarrollo óseo y cutáneo, lo que sugiere ventajas funcionales.

## Películas
La historia de Balto fue llevado al cine en las siguientes películas: 
- Balto (1995), película de animación infantil. Tuvo dos secuelas lanzadas directamente en vídeo y DVD:
  - Balto 2: En busca de tus raíces (2002), historia del nacimiento de sus hijos y el crecimiento de su hija Aleu.
  - Balto 3: Aprendiendo a volar (2004), historia de un rescate a un avión realizado por Balto.